# Robasacco

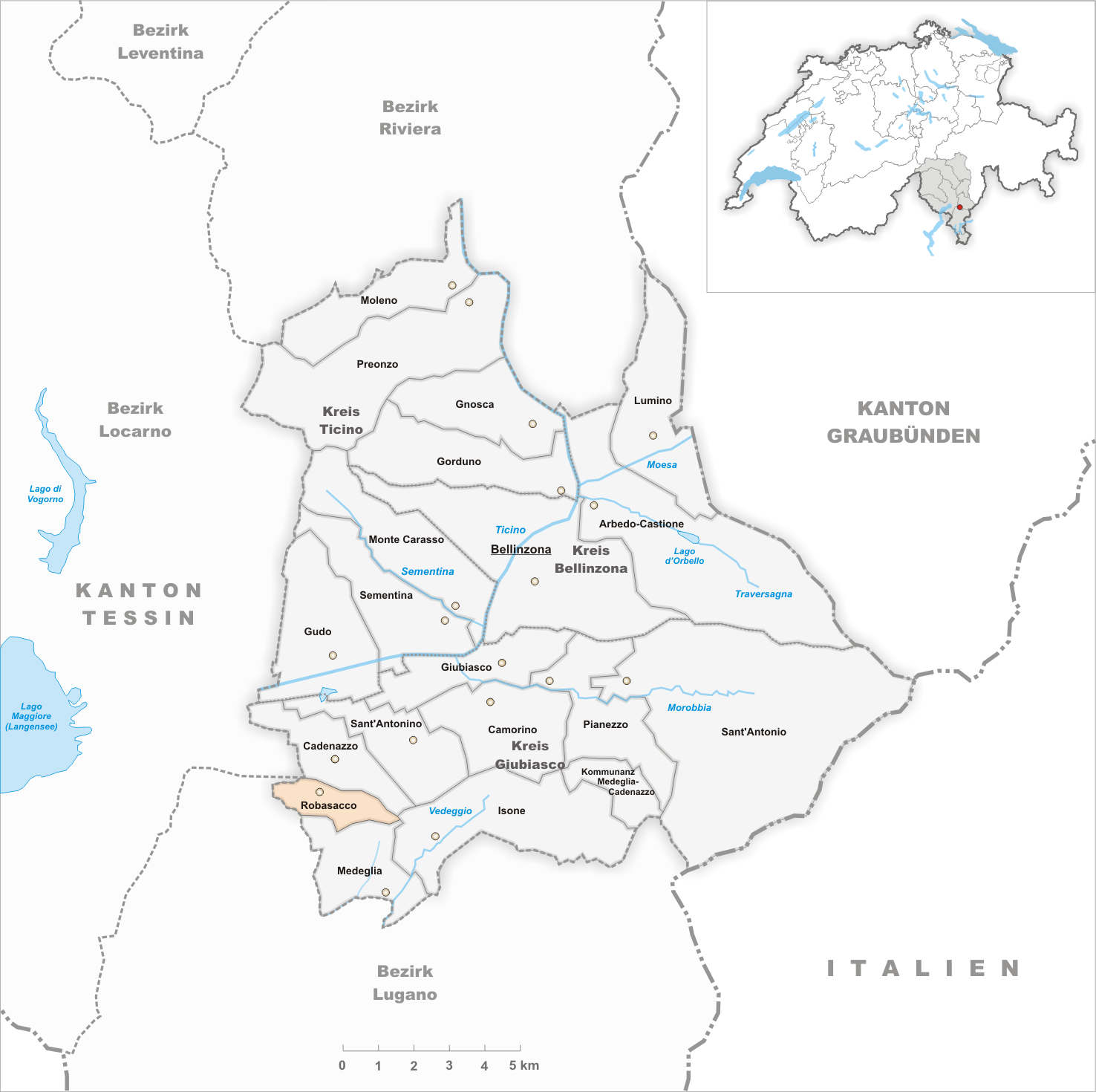
Gemeindestand vor der Fusion am 13. März 2005

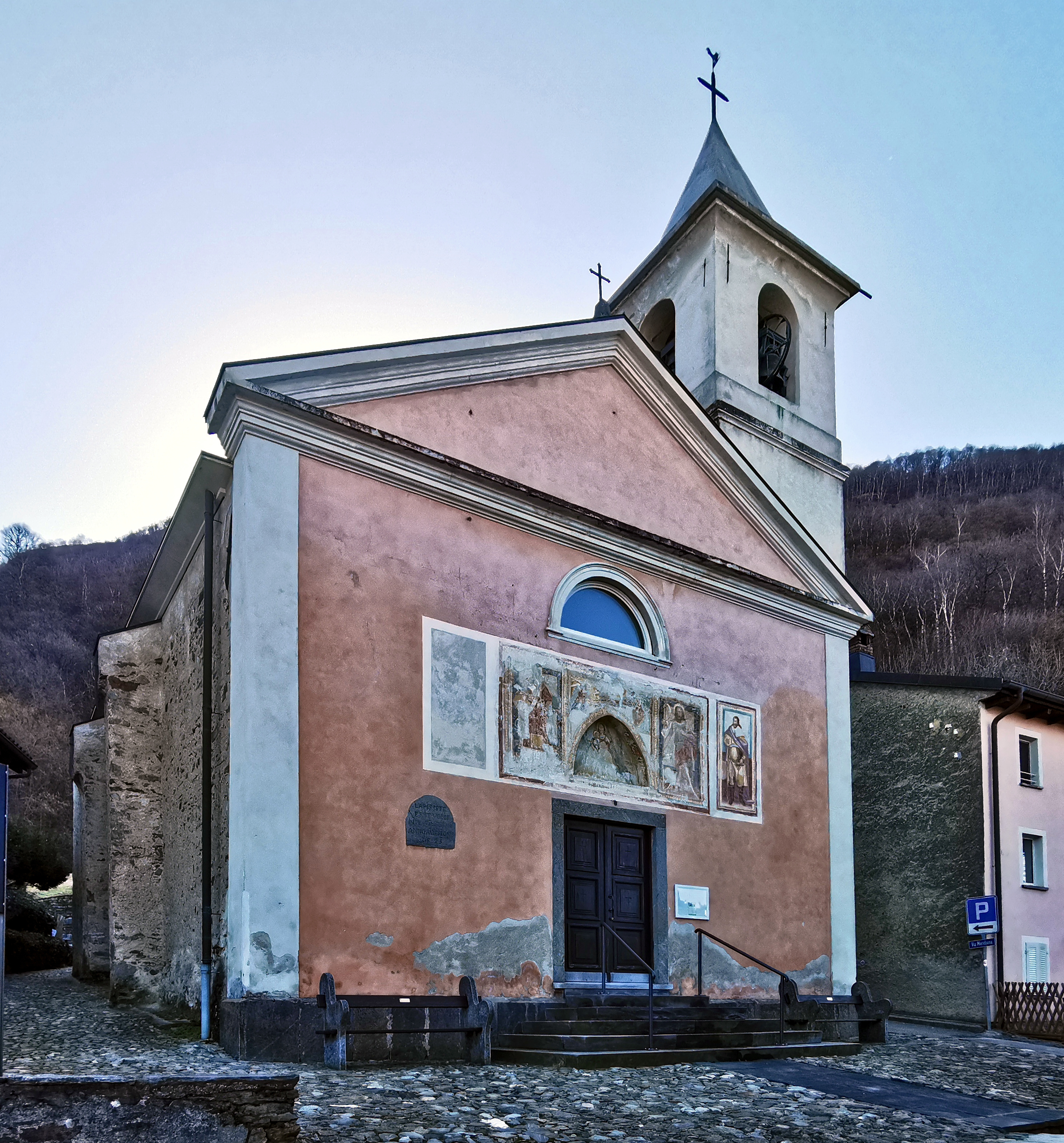
Kirche San Leonardo

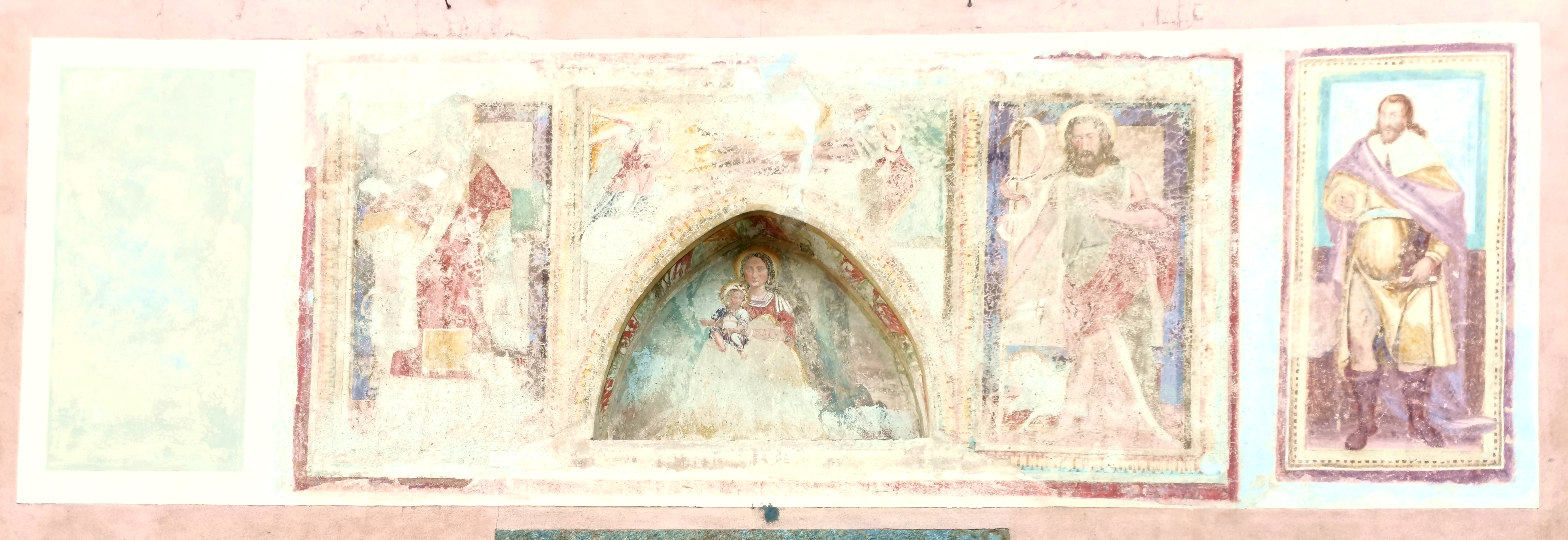
Kirche San Leonardo, Fresken der Fassade

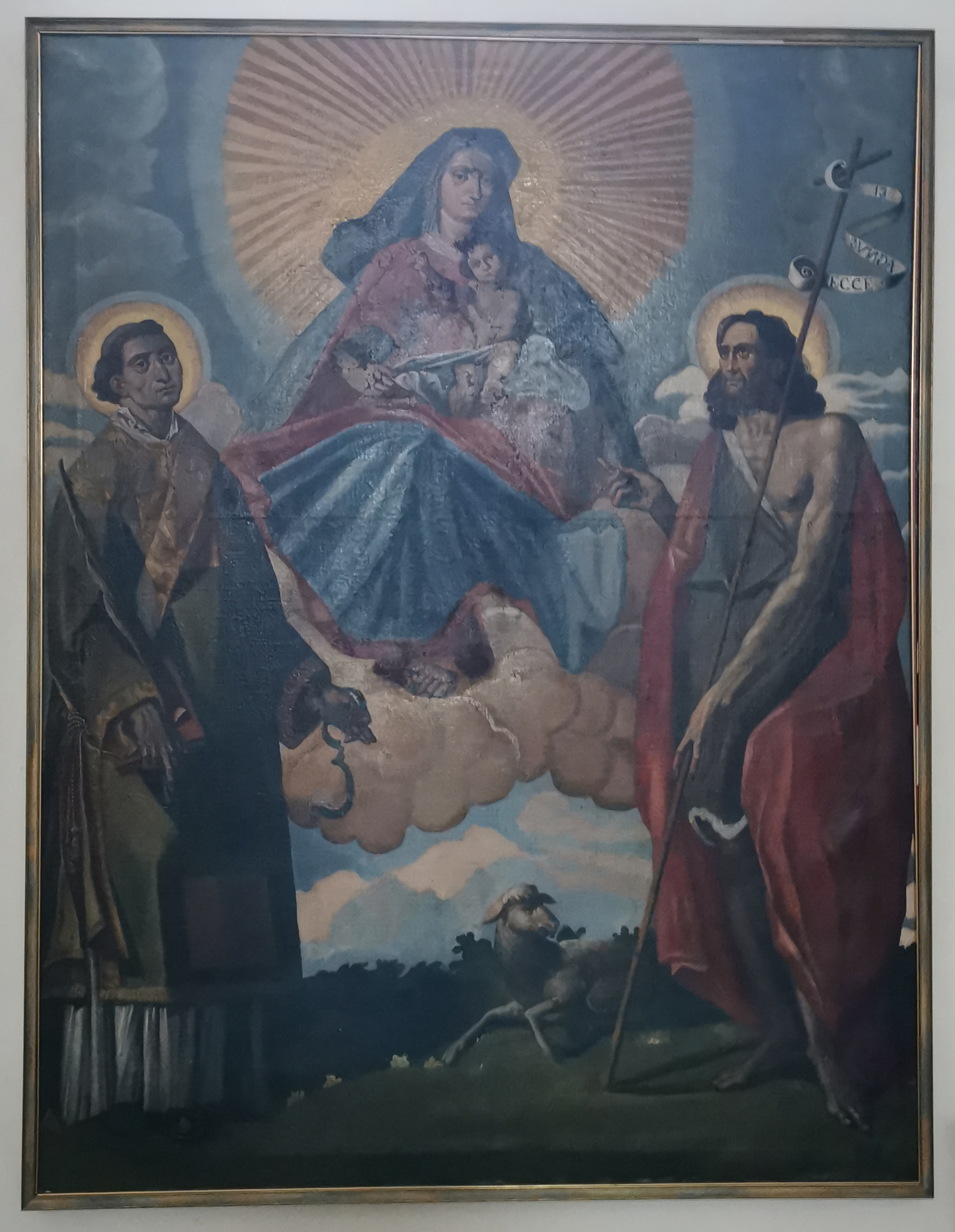
Kirche San Leonardo, Bild im Innenraum

Robasacco ist eine Fraktion der Gemeinde Cadenazzo im Schweizer Kanton Tessin. Bis zum 13. März 2005 war sie eine eigenständige politische Gemeinde.

## Geographie
Das Dorf liegt auf einer Höhe von 485 m ü. M. am Nord-Hang des Monte Ceneri und am alten Saumweg von Bellinzona über den Monte Ceneri nach Lugano, zwei Kilometer südlich der Station Cadenazzo der Linie Bellinzona-Luino der Schweizerischen Bundesbahnen.

## Geschichte
Der Ursprung des Dorfes geht auf einen alten Weideplatz zurück, worauf eine Kirche oder Kapelle San Leonardo stand, die bereits 1205 genannt wird; sie gehörte damals wahrscheinlich zur Talschaft Carvina und somit zu den vier Gemeinden Medeglia, Bironico, Rivera und Camignolo. Nachdem in den Jahren 1501–1503 Medeglia und Isone unter die Gerichtsbarkeit von Bellinzona gekommen waren, brach ein Streit aus mit Lugano. 1698 gehörte Robasacco zur Vizepfarrei Medeglia, von der es sich 1809 löste. Robasacco behielt sein patriziato bei.
Auf den 13. März 2005 war die Fusion der Gemeinde Robasacco mit der Gemeinde Cadenazzo angekündigt, und am 14. März 2005 wurde die Fusion vollzogen. Robasacco bildet aber nach wie vor eine eigenständige Bürgergemeinde.
Die bisherige Kommunanz Medeglia/Robasacco wechselte infolge der Gemeindefusion von Medeglia, das zur neu gebildeten Gemeinde Monteceneri stiess, den Namen auf Kommunanz Cadenazzo/Monteceneri.

## Bevölkerung
Einwohnerzahlen: Volkszählungsdaten   Jahr 1880: Bau Bahnstrecke Giubiasco-Lugano 

## Sehenswürdigkeiten
- Pfarrkirche San Leonardo, erwähnt 1205[5]
- Betkapelle della Madonna[5] und zwei weitere Betkapellen[5]
- Fresko mit Sonnenuhr auf der Fassade eines alten Bauernhauses[5]
- Alter Saumpfad Munscendrin und Mühle Precassino[6]
- Schalenstein Sasso del diavolo (620 m ü. M.) und Stein mit Grenzkreuz (650 m ü. M.)[7]